# Bahnstrecke Decimomannu–Iglesias
| Bahnhof Iglesias |                      |                                              |                             |
| |                      |                                              |                             |
| Streckennummer (RFI): | 163                  |                                              |                             |
| Kursbuchstrecke (IT): | 365                  |                                              |                             |
| Streckenlänge: | 37,7 km              |                                              |                             |
| Spurweite: | 1435 mm (Normalspur) |                                              |                             |
| |                      |                                              |                             |
| \| \| \| von Cagliari \| \| \| \| 0,00 \| Decimomannu \| 9 m s.l.m. \| \| \| \| Decimomannu bis 1984 \| \| \| \| \| nach Golfo Aranci Marittima \| \| \| \| \| \| \| \| \| 2,26 \| Villaspeciosa-Uta \| 10 m s.l.m. \| \| \| \| Anschluss \| \| \| \| 13,48 \| Siliqua FS Übergang nach Calasetta bis 1968 \| 54 m s.l.m. \| \| \| \| Cixerri \| \| \| \| 25,52 \| Musei \| 97 m s.l.m. \| \| \| 28,55 \| Villamassargia-Domusnovas \| 113 m s.l.m. \| \| \| \| nach Carbonia Serbariu \| \| \| \| 37,67 \| Iglesias FS Übergang nach Monteponi bis 1969 \| 176 m s.l.m. \| |                      |                                              |                             |
| Strecke von links (außer Betrieb) · Abzweig geradeaus und ehemals nach rechts |                      | von Cagliari                                 | von Cagliari                |
| Strecke (außer Betrieb) · Bahnhof | 0,00                 | Decimomannu                                  | 9 m s.l.m.                  |
| Bahnhof (Strecke außer Betrieb) · Strecke |                      | Decimomannu bis 1984                         | Decimomannu bis 1984        |
| Abzweig quer, ehemals nach rechts und ehemals von rechts · Abzweig geradeaus und nach rechts |                      | nach Golfo Aranci Marittima                  | nach Golfo Aranci Marittima |
| Strecke nach links (außer Betrieb) · Abzweig geradeaus und ehemals von rechts |                      |                                              |                             |
| Haltepunkt / Haltestelle | 2,26                 | Villaspeciosa-Uta                            | 10 m s.l.m.                 |
| Abzweig geradeaus und ehemals nach links |                      | Anschluss                                    | Anschluss                   |
| Bahnhof | 13,48                | Siliqua FS Übergang nach Calasetta bis 1968  | 54 m s.l.m.                 |
| Brücke über Wasserlauf |                      | Cixerri                                      | Cixerri                     |
| ehemaliger Haltepunkt / Haltestelle | 25,52                | Musei                                        | 97 m s.l.m.                 |
| Bahnhof | 28,55                | Villamassargia-Domusnovas                    | 113 m s.l.m.                |
| Abzweig geradeaus und nach links |                      | nach Carbonia Serbariu                       | nach Carbonia Serbariu      |
| Kopfbahnhof Streckenende | 37,67                | Iglesias FS Übergang nach Monteponi bis 1969 | 176 m s.l.m.                |

Die Bahnstrecke Decimomannu–Iglesias ist eine eingleisige, normalspurige Eisenbahnlinie auf der italienischen Insel Sardinien. Die Strecke wurde 1872 eröffnet und ist 37,7 Kilometer lang. Die Strecke ist in Decimomannu mit der Bahnstrecke Cagliari–Golfo Aranci Marittima verbunden.
In Villamassargia-Domusnovas gibt es eine abzweigende Stichstrecke nach Carbonia Stato. Der Endpunkt der Strecke ist der normalspurige Bahnhof Iglesias FS, hier begann wie auch in Siliqua eine Schmalspurstrecke, beide Schmalspurstrecken sind jedoch seit Jahren stillgelegt.
Die Strecke wird auch regelmäßig mit Personenzügen der Ferrovie dello Stato (FS), der Italienischen Staatsbahn befahren. Betreiber der Strecke ist die Rete Ferroviaria Italiana (RFI), ein hundertprozentiges Tochterunternehmen der FS.
Die Strecke ist nicht elektrifiziert und wird mit Dieselzügen befahren.

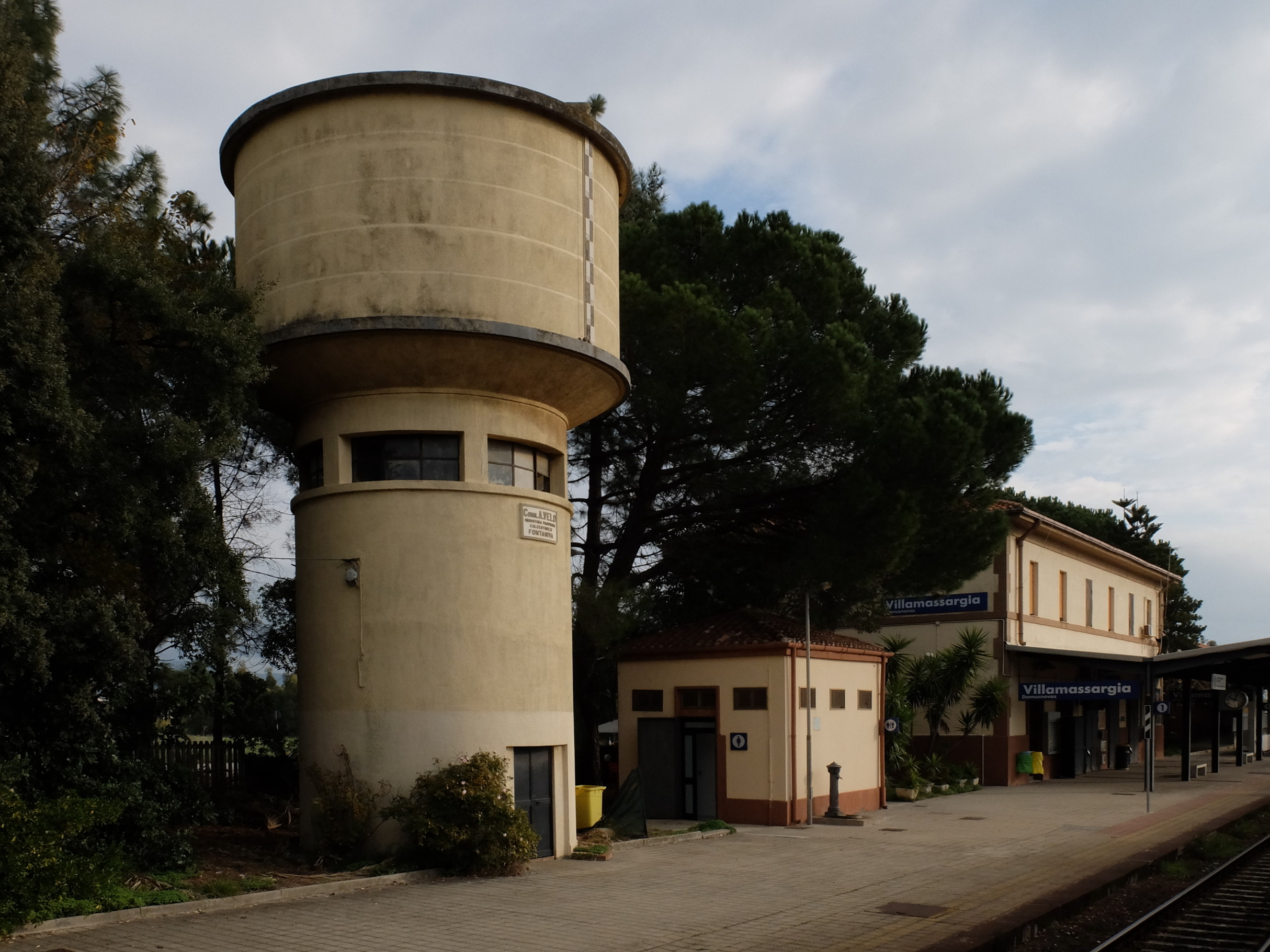
Villamassargia-Domusnovas Wasserturm und Bahnhof